# Ленюк, Олег Олегович
Олег Олегович Ленюк (укр. Олег Олегович Ленюк; 6 апреля 1999, Черновцы, Украина — 15 мая 2022, Харьков) — украинский спортсмен по спортивному ориентированию, мастер спорта Украины, член сборной Украины[какой?] по спортивному ориентированию. Вице-чемпион Европы[когда?] и чемпион Украины[когда?] по спортивному ориентированию. Серебряный призёр чемпионата Европы среди юниоров по рогейну. Военнослужащий ВСУ, участник российско-украинской войны.

## Биография
Олег родился в семье спортсмена Олега Ленюка-старшего (род. 1975) и уже с детства увлекался спортивным ориентированием. К восьми годам он сам преодолевал дистанции, а в пятнадцать лет смог выиграть чемпионат области среди взрослых.
Кроме обычной спортивной ориентировки он увлекался 24-часовой ориентировкой на выбор (рогейном). В 2020 году он получил серебряную медаль на чемпионате Европы среди юниоров. В том же году ему было присвоено звание мастера спорта Украины.
В 2022 году окончил Черновицкий национальный университет имени Юрия Федьковича и получил диплом магистра на кафедре математических проблем управления и кибернетики.
Работал на разработке программного обеспечения. С 24 февраля после нападения россиян на территорию Украины записался в армию и с 1 марта начал служить в отдельной роте охраны при батальоне терробороны в звании младшего лейтенанта ВСУ. С 7 апреля его назначили командиром 2-го артиллерийского взвода 2-й артиллерийской батареи 1-го артиллерийского дивизиона президентского полка.
Согласно сообщению Федерации спортивного ориентирования Украины: «С большой грустью и болью в сердцах извещаем, что, защищая свою родину от орков, под Харьковом погиб её Герой с большой буквы Ленюк Олег Олегович».